# Place des Tilleuls (Grenoble)
La place des Tilleuls est une place publique de la commune française de Grenoble, dans le département français de l'Isère, en région Auvergne-Rhône-Alpes. 

## Situation et accès

### Situation
Cette petite place arborée, située dans le centre piétonnier et historique de Grenoble, se positionne à proximité de la cathédrale Notre-Dame de Grenoble.
En partant du nord, et dans le sens des aiguilles d'une montre, la place des Tilleuls donne accès aux voies suivantes, selon les références toponymiques fournies par le site géoportail de l'Institut géographique national. :
- Nord-ouest : rue Saint-Hugues
- Sud-est : Rue Bayard
- Sud-ouest : rue Jean-François Hache (qui permet de rejoindre cette place depuis la place Sainte-Claire)

La place est située dans le quartier Notre-Dame de Grenoble, à proximité de la principale zone commerçante de la ville. Elle est accessible aux piétons et aux cyclistes depuis n'importe quel point de la ville.

### Accès
La place est principalement desservie par les lignes B et D du réseau de tramway de l'agglomération grenobloise. La station la plus proche (située à moins de deux cents mètres par la rue Saint-Hugues) se dénomme Notre-Dame-Musée. Les lignes de bus 16 et 62 desservent également le début de cette rue avec l'arrêt Notre-Dame-Musée.

## Description
La place, de forme carrée, s'inscrit dans le secteur ancien et piétonnier de Grenoble et se présente sous la forme d'une cour arborée de dimension modeste, ouverte sur deux voies et entièrement fermée à la circulation automobile.

## Origine du nom

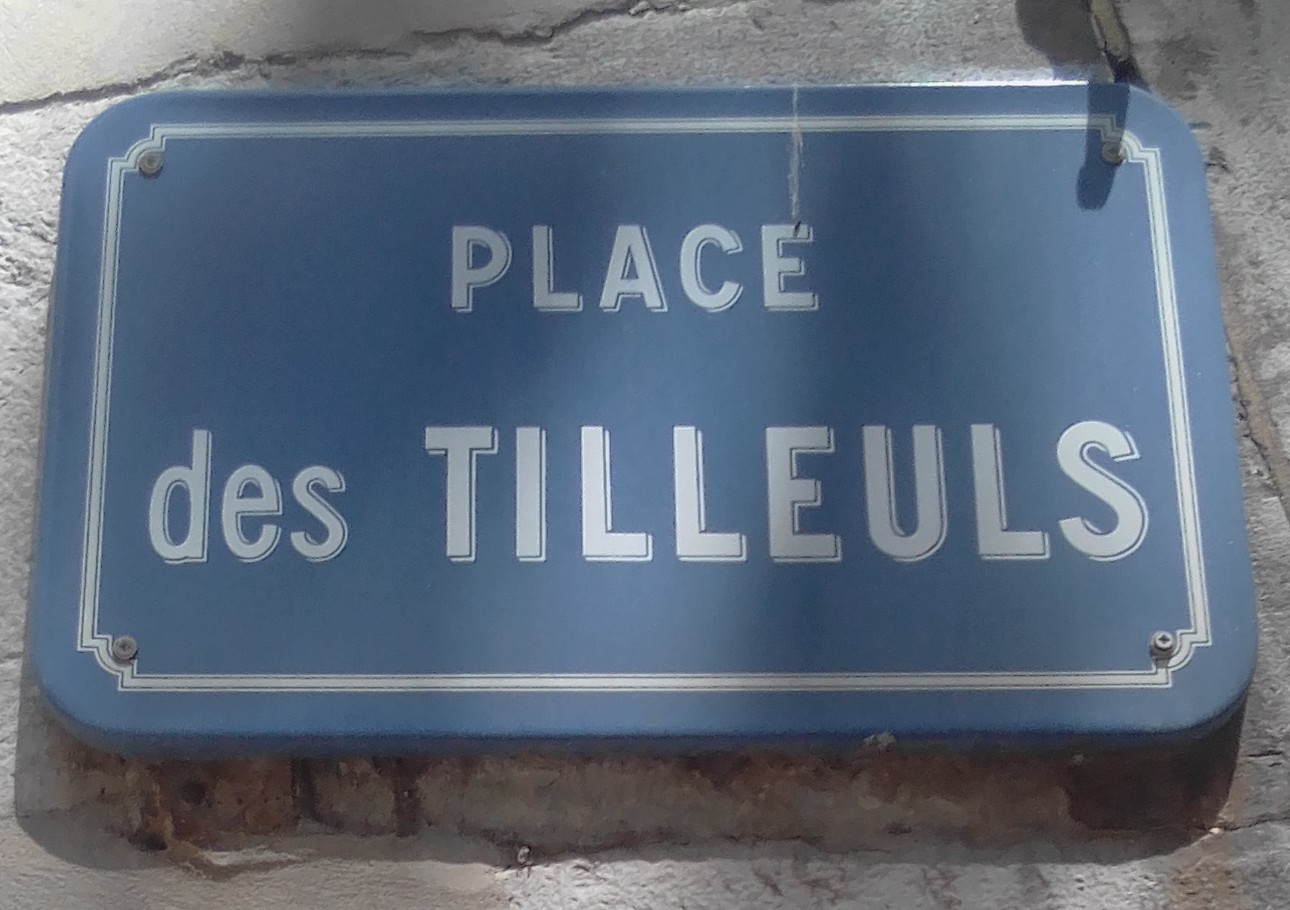
Plaque de la place

Selon Paul Dreyfus, auteur d'un ouvrage sur les rues de Grenoble, cette place doit son nom aux tilleuls situés dans son centre qui formaient un square arboré créé en 1990, même si à l'origine ce lieu se dénommait « place des Tillots » qui pourrait évoquer les tillots ou teillots, les tailleurs de chanvre.

## Historique
Durant la période médiévale, cette place se dénommait « place du Cloître-Notre-Dame ». Celle-ci jouxtait alors le cloître de la cathédrale, dont il reste quelques éléments au XXIe siècle, sur le côté ouest de l'édifice, ainsi qu'un atrium. Certains immeubles ont été construits à la limite des remparts de l'enceinte romaine sur lesquels ils s'appuient.
En 1694, cette place prit le nom de « place des Tillots ». Durant quelques mois en 1794, la place fut dénommée « place de la Convention ». Puis elle a ensuite retrouvé son nom de place des Tilleuls, nom définitivement fixé par une délibération du conseil municipal de Grenoble du 9 octobre 1857.